# Karl August Smith

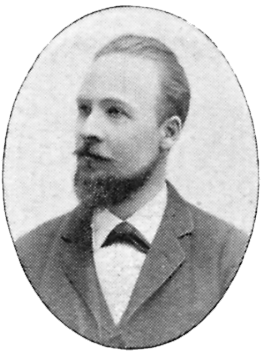
Karl August Smith.

Karl August Smith, född 19 januari 1852 i Stockholm, död 1900, var en svensk arkitekt verksam i Stockholm och Luleå.

## Biografi
Smith studerade vid Konstakademien i Stockholm 1868–1875 och utexaminerades därifrån som arkitekt. Han arbetade hos arkitekterna Axel och Hjalmar Kumlien 1871–1878. Han var privat arkitekt i Stockholm 1875–1888, från 1883 i kompanjonskap med Fredrik Olaus Lindström. Han blev stadsarkitekt i Luleå 1888. Han ritade bland annat elektricitetsverk, brandstation samt stadshotell i Luleå. Luleå stadshotell i centrala Luleå uppfördes ursprungligen som kombinerat stadshus och hotell efter ritningar av Fredrik Olaus Lindström och Karl August Smith och invigdes 1903.

## Bilder

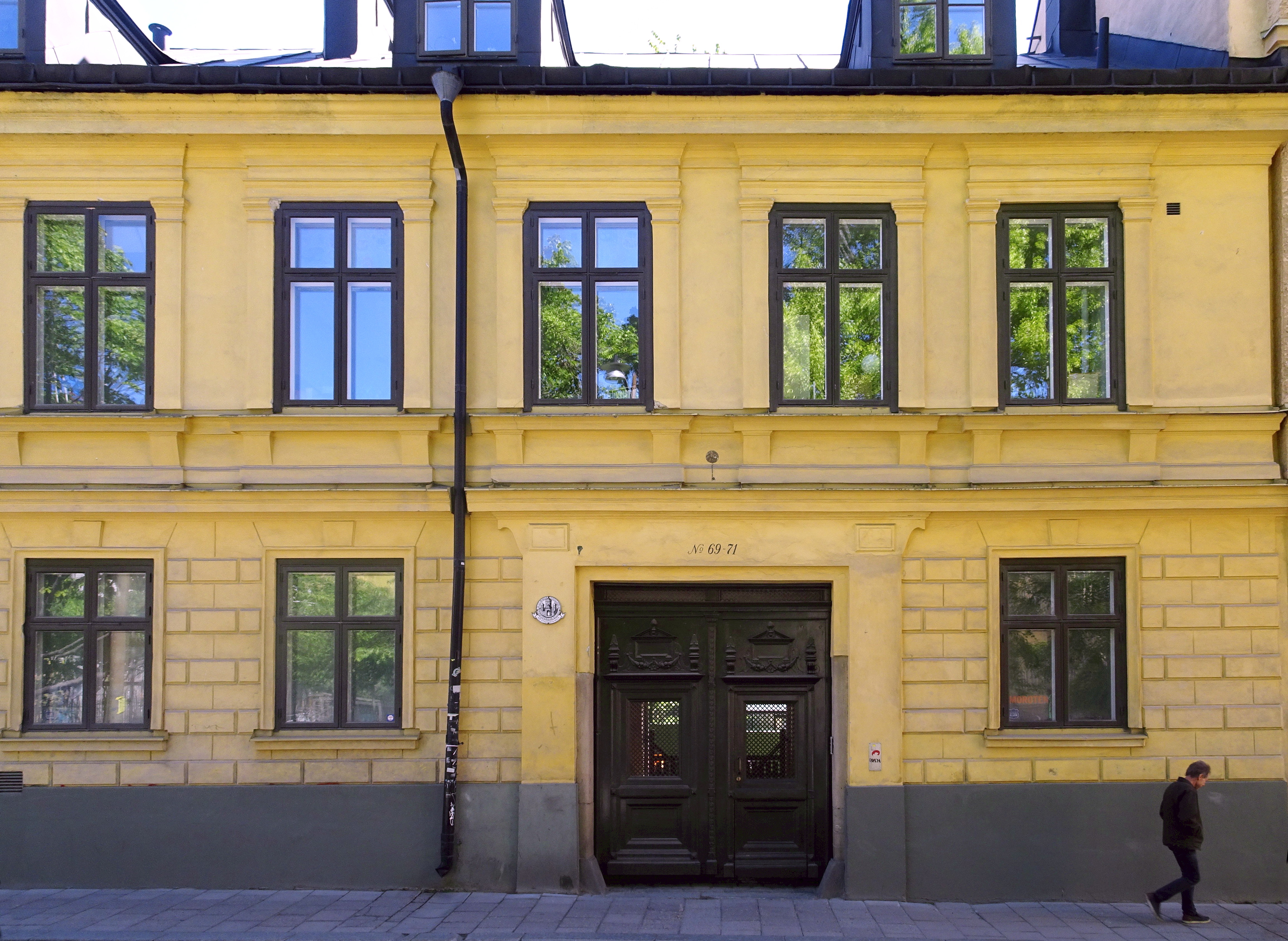
Bostadshus för Nürnbergs Bryggeri, Björngårdsgatan/Högbergsgatan på Södermalm i Stockholm, ombyggnad av Smith 1879.
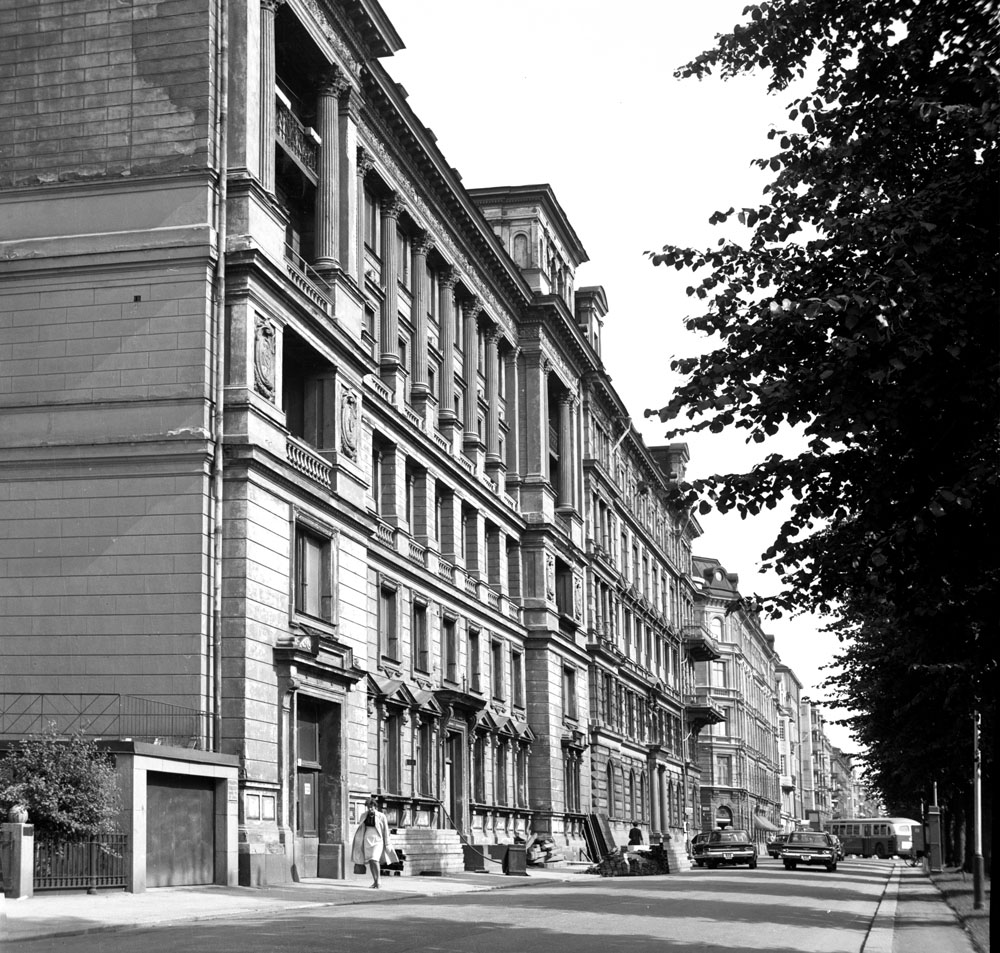
Karlavägen 43 och 45, bostadshus på Östermalm, Stockholm, i kvarteret Lönnen 21. Huset ritades i kompanjonskap med Fredrik Olaus Lindström år 1887.
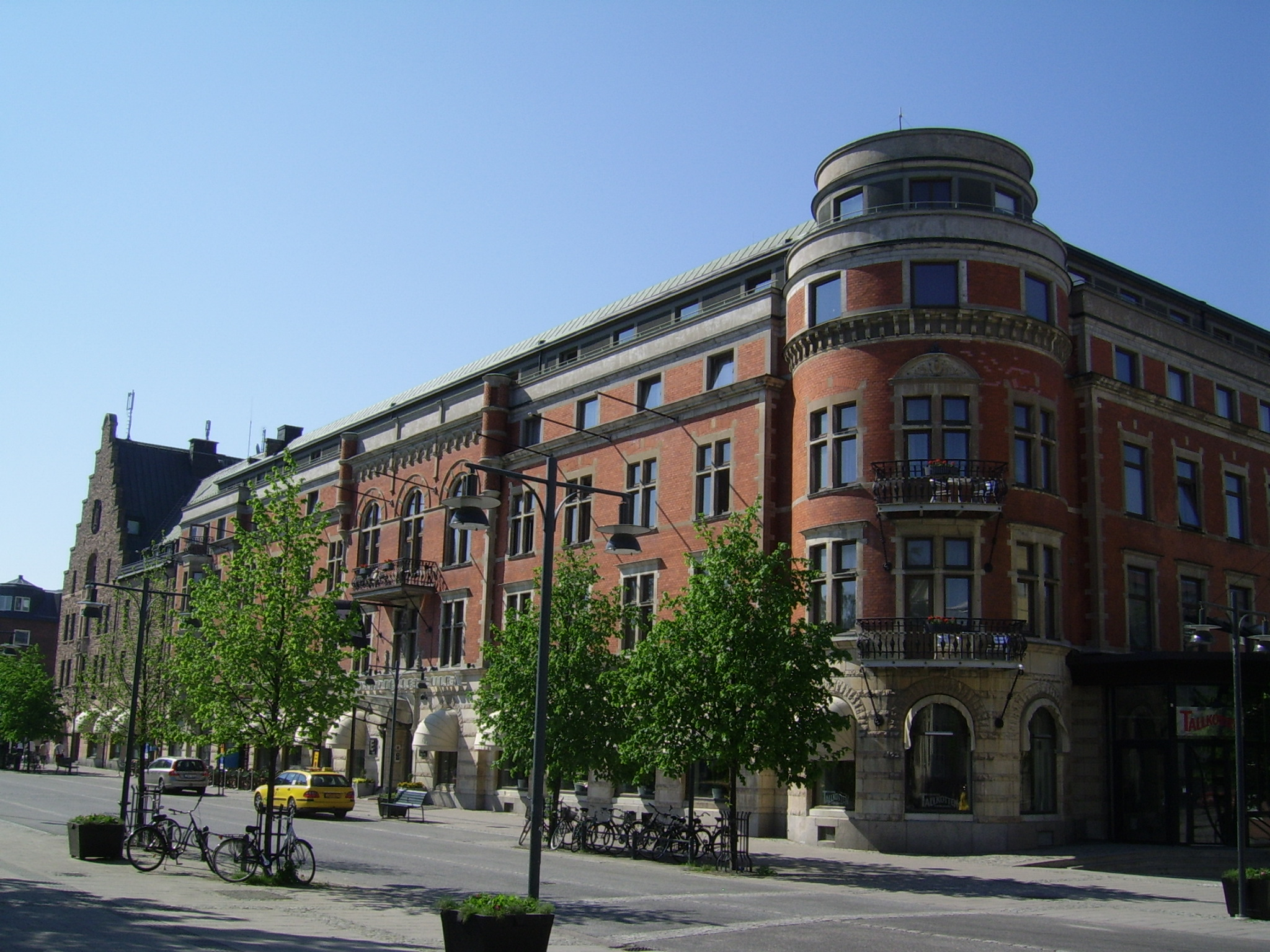
Luleå stadshotell invigdes 1903.